# Giuseppe Antonio Scotti
Giuseppe Antonio Scotti (ur. 20 października 1952) – duchowny katolicki, sekretarz Papieskiej Rady ds. Środków Społecznego Przekazu.

## Życiorys
11 czerwca 1977 otrzymał święcenia kapłańskie. 
30 listopada 2007 został mianowany przez Benedykta XVI sekretarzem Papieskiej Rady ds. Środków Społecznego Przekazu.